# Сімпсони (сезон 1)
Перший сезон мультсеріалу «Сімпсони» розпочався у США на телеканалі Fox 17 грудня 1989 і тривав до 13 травня 1990 року. Мультсеріал є продовженням короткометражок Сімпсонів у рамках «Шоу Трейсі Ульман», які тривали у 1987—1989 роках.
Спочатку першою серією цього сезону повинна була стати «Some Enchanted Evening», яка повинна була познайомити глядачів з головними героями. Однак, після першого перегляду епізоду, продюсери виявили, що анімація була настільки поганою, що 70 % всієї серії потрібно було заново переробляти. Вони вирішили перенести прем'єру, якщо наступна серія виявиться також погано анімована, як і перша, проте це виявилося не так. У підсумку, продюсери вмовили канал FOX відсунути прем'єру серіалу до 17 грудня і випустили серію «Simpsons Roasting on an Open Fire» першою.
Сезон здобув премію «Еммі». Серія «Life on the Fast Lane» здобула нагороду в категорії «Найкраща анімаційна програма» 1990 року. Сезон був також номінований на 3 премії Еммі:
- серія «Simpsons Roasting on an Open Fire» — за «Краще редагування звуку міні-серіалів або спеціальних програм»;
- серія «The Call of the Simpsons» — за «Найкращі особисті досягнення у редагуванні звуку комедійних серіалів або спеціальних програм»;
- Денні Ельфман був номінований за «Найкращу музику у початкових титрах».

Перший сезон вийшов на DVD у США 25 вересня 2001, в Європі та в Південній Америці 24 вересня 2002 року.
В Україні прем'єра мультсеріалу відбулася 13 вересня 2004 року на телеканалі «М1».

## Список серій
| № серії (загалом) | № серії (в сезоні) | Назва серії                                                                | Режисер(и)                         | Сценарист(и)                                             | Оригінальна дата показу | Код серії | Глядачів в США (млн) |
| --- | ------------------ | -------------------------------------------------------------------------- | ---------------------------------- | -------------------------------------------------------- | ----------------------- | --------- | -------------------- |
| 1 | 1                  | «Simpsons Roasting on an Open Fire» «Сімпсони смажать на відкритому вогні» | Девід Сільверман                   | Мімі Понд                                                | 17 грудня 1989          | 7G08      | 26.7                 |
| Під час різдвяних покупок Барт втікає і робить собі татуювання. Незабаром, виявивши це, Мардж витрачає всі різдвяні заощадження Сімпсонів, щоб його видалити. У той же час Гомер дізнався, що він не отримає різдвяної премії від містера Бернса і у нього немає грошей для покупки різдвяних подарунків. Він вирішує не говорити своїй сім'ї про фінансові труднощі і влаштовується Санта-Клаусом на роботу в супермаркет… |                    |                                                                            |                                    |                                                          |                         |           |                      |
| 2 | 2                  | «Bart the Genius» «Барт — геній»                                           | Девід Сільверман                   | Джон Вітті                                               | 14 січня 1990           | 7G02      | 24.5                 |
| Під час тесту на визначення IQ Барт підмінює свій тест на тест Мартіна Принса, найрозумнішого хлопчика в його класі. Після оприлюднення результатів шкільний психолог оголосив, що Барт — геній, і переводить його у школу для обдарованих дітей. У зв'язку з цим, Гомер починає відноситься до Барта з повагою. Запрошені зірки: Марсія Воллес в ролі Едни Крабапель і місіс Мелон |                    |                                                                            |                                    |                                                          |                         |           |                      |
| 3 | 3                  | «Homer’s Odyssey» «Одіссея Гомера»                                         | Веслі Арчер                        | Джей Коген і Воллес Володарський                         | 21 січня 1990           | 7G03      | 27.5                 |
| Клас Барта відвідує Спріґфілдську атомну електростанцію. Після того, як Гомер невдало справляє враження на сина, його звільняють з роботи. Не в змозі забезпечити свою сім’ю, він роздумує про те, щоб стрибнути з мосту… Запрошені зірки: Марсія Воллес в ролі Едни Крабапель |                    |                                                                            |                                    |                                                          |                         |           |                      |
| 4 | 4                  | «There’s No Disgrace Like Home» «Немає місця ганебнішого, ніж дім»         | Ґреґ Ванзо та Кент Баттерворт      | Ел Джін і Майк Рейсс                                     | 28 січня 1990           | 7G04      | 20.2                 |
| Сімпсони всією сім’єю відвідують корпоративний пікнік, влаштований власником електростанції Монтгомері Бернсом. На цьому заході Барт і Ліса поводяться абсолютно неналежно, а Мардж неабияк напивається. Гомер розуміє, що його родині необхідна професійна допомога. |                    |                                                                            |                                    |                                                          |                         |           |                      |
| 5 | 5                  | «Bart the General» «Барт — генерал»                                        | Девід Сільверман                   | Джон Шварцвельдер                                        | 4 лютого 1990           | 7G05      | 27.1                 |
| Барт страждає від Нельсона Мюнца, шкільного хулігана, який починає нападати на Барта щодня після школи. Гомер пропонує боротьбу, яка не працює. Відчайдушно шукаючи рішення, Барт звертається до свого дідуся за порадою, який радить зібрати всіх дітей і оголосити хулігану справжню війну. |                    |                                                                            |                                    |                                                          |                         |           |                      |
| 6 | 6                  | «Moaning Lisa» «Стогне Ліса»                                               | Веслі Арчер                        | Ел Джін і Майк Рейсс                                     | 11 лютого 1990          | 7G06      | 27.4                 |
| Ліса пригнічується, що починає впливати на її результатах у школі. Її батьки не здатні зробити дівчинку щасливою. Однієї ночі вона чує джазову музику і йде з дому, щоб знайти виконавця. Вона зустрічає Криваві Ясна Мерфі, який вчить її, як висловлювати свої почуття через саксофон. Однак, дізнавшись про це, Мардж наступного дня пропонує Лісі постійно усміхнулася, як би насправді вона не почувалася, для здобуття популярності. Тим часом Гомер і Барт грають в бокс на відеоприставці, і батько постійно програє синові. Запрошені зірки: Рон Тейлор в ролі Кривавих Ясен Мерфі; Міріам Флінн в ролі міс Барр, вчительки фізкультури |                    |                                                                            |                                    |                                                          |                         |           |                      |
| 7 | 7                  | «The Call of the Simpsons» «Поклик Сімпсонів»                              | Веслі Арчер                        | Джон Шварцвельдер                                        | 18 лютого 1990          | 7G09      | 27.6                 |
| Гомер заздрить Неду Фландерсу, який купив будинок на колесах, і вирішує купити його модифіковану модель. Однак він купує старенький фургон і їде з родиною на природу… Запрошені зірки: Альберт Брукс в ролі Ковбоя Боба |                    |                                                                            |                                    |                                                          |                         |           |                      |
| 8 | 8                  | «The Telltale Head» «Історія однієї голови»                                | Річ Мур                            | Сем Саймон, Ел Джін, Майк Рейсс і Метт Ґрюйнінґ          | 25 лютого 1990          | 7G07      | 28.0                 |
| Барт викрадає голову статуї Джебедайя Спріґфілда, щоб виглядати крутим для хуліганів. Однак, весь Спріґфілд (включно з хуліганами) гнівається і починає шукати вандала… |                    |                                                                            |                                    |                                                          |                         |           |                      |
| 9 | 9                  | «Life on the Fast Lane» «Життя на швидкій доріжці»                         | Девід Сільверман                   | Джон Шварцвельдер                                        | 18 березня 1990         | 7G11      | 33.5                 |
| Забувши про день народження Мардж, Гомер біжить в торговий центр Спріґфілда за подарунком і купує їй… кулю для боулінгу зі своїм іменем. Мардж не вражена подарунком, проте коли вона дізнається, що Гомер сам збирається використовувати кулею, починає вчитися грати в боулінг. Під час гри вона зустрічає Жака, чарівного французького інструктора з боулінгу, який пропонує їй свої послуги. Жак спокушає Мардж і запрошує її до себе додому… Запрошені зірки: Альберт Брукс в ролі Жака |                    |                                                                            |                                    |                                                          |                         |           |                      |
| 10 | 10                 | «Homer’s Night Out» «Як Гомер гуляв»                                       | Річ Мур                            | Джон Вітті                                               | 25 березня 1990         | 7G10      | 30.3                 |
| Барт купує шпигунську міні-камеру і фотографує Гомера, який на холостяцькій вечірці свого колеги танцює поруч зі стриптизеркою на ім’я принцеса Кашмір. Він робить копії фото, які врешті решт потрапляють до Мардж. Вона виганяє Гомера з дому, бо засмучена, що Барт все це бачив. Запрошені зірки: Сем Макмюррей в ролі Гулівера Темного |                    |                                                                            |                                    |                                                          |                         |           |                      |
| 11 | 11                 | «The Crepes of Wrath» «Млинці гніву»                                       | Веслі Арчер і Мілтон Грей          | Джордж Мейер, Сем Саймон, Джон Вітті і Джон Шварцвельдер | 15 квітня 1990          | 7G13      | 31.2                 |
| Директору початкової школи, Сеймуру Скіннеру набридли витівки Барта, і він пропонує Мардж і Гомерові відправити того до Франції за програмою обміну учнями. Сім’я погоджується і Барт вирушає у розкішний маєток «Chateau Maison», який виявляється старою виноробною фабрикою. Тим часом хлопчик на ім’я Аділь з Албанії живе із Сімпсонами, але насправді виявляється шпигуном, якого послали отримати креслення Спріґфілдської АЕС. |                    |                                                                            |                                    |                                                          |                         |           |                      |
| 12 | 12                 | «Krusty Gets Busted» «Красті спіймали на гарячому»                         | Бред Берд                          | Джей Коген і Воллес Володарський                         | 29 квітня 1990          | 7G12      | 30.4                 |
| Купляючи морозиво в магазині «Квікі-Март» Гомер стає свідком пограбування, скоєного клоуном Красті. Останній потрапляє до в’язниці, і за його шоу береться його помічник, Другий Номер Боб. Барт впевнений, що Красті невинний, і разом з Лісою збирає докази по злочину. Запрошені зірки: Келсі Греммер в ролі Другого Номера Боба |                    |                                                                            |                                    |                                                          |                         |           |                      |
| 13 | 13                 | «Some Enchanted Evening» «Один чарівний вечір»                             | Девід Сільверман і Кент Баттерворт | Сем Саймон і Метт Ґрюйнінґ                               | 13 травня 1990          | 7G01      | 27.1                 |
| Гомер і Мардж йдуть на романтичну вечерю, наймаючи няню місіс Ботз, щоб піклуватися про Барта і Лісу. Дізнавшись, що їх доглядальниця – небезпечна бандитка, діти змушені вжити заходів… Запрошені зірки: Пенні Маршалл в ролі місіс Ботз, Крістофер Коллінз в ролі ведучого «Найозброєніших і найнебезпечніших в Америці», Джун Форей в ролі секретарки служби «Гумові каченята для Ваших пупсиків» (англ. «Rubber Baby Buggy Bumpers»), Пол Уїлсон в ролі флориста |                    |                                                                            |                                    |                                                          |                         |           |                      |